# طوني بوسكوفيتش
أنطون بوسكوفيتش (بالإنجليزية: Anton Boskovic)‏، من مواليد 27 يناير 1933، حكم كرة قدم أسترالي دولي سابق.
حكم في بطولة كأس العالم لكرة القدم 1974 وفي بطولة كأس العالم لكرة القدم 1982.

## روابط خارجية
- طوني بوسكوفيتش على موقع Soccerway.com (الإنجليزية)